# Shu Kamo
Shu Kamo (Prefectura de Hyogo, Japó, 29 d'octubre de 1939) és un exfutbolista i entrenador japonès. Va dirigir la selecció japonesa (1995-1997).